# Paroconus paurodesmus
Paroconus paurodesmus är en mångfotingart som beskrevs av Chamberlin 1945. Paroconus paurodesmus ingår i släktet Paroconus och familjen Siphonotidae. Inga underarter finns listade i Catalogue of Life.